# Ommata elegans
Ommata elegans är en skalbaggsart som beskrevs av White 1855. Ommata elegans ingår i släktet Ommata och familjen långhorningar.
Artens utbredningsområde är:
- Costa Rica.
- Guyana.
- Panama.
- Venezuela.

Inga underarter finns listade i Catalogue of Life.